# Кардиффский университет

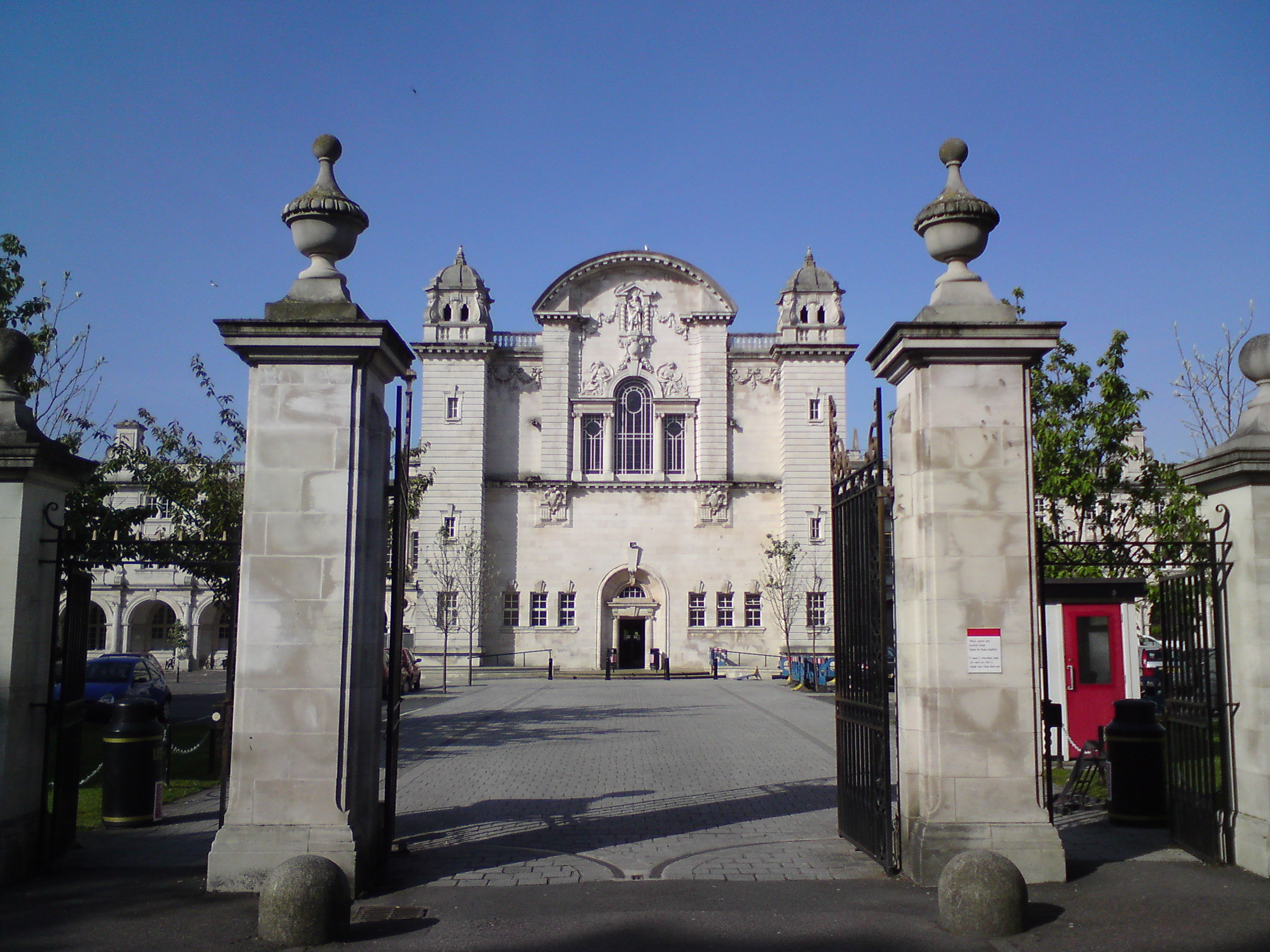
Главное здание Кардиффского университета, вид сзади

Кардиффский университет (англ. Cardiff University, валл. Prifysgol Caerdydd) — государственный университет, основанный в 1883 году. Находится в г. Кардиффе Уэльса Великобритании. Университет состоит из трёх колледжей: искусства, гуманитарных и социальных наук; биомедицинских и биологических наук; физических наук и техники.
Изначально был основан как Университетский колледж Южного Уэльса и Монмутшира. Кардиффский университет является вторым старейшим университетом в Уэльсе. Университет состоит членом Russell Group — группы ведущих британских исследовательских университетов. Университет занимает 166-е место в рейтинге лучших университетов мира по версии CQS World University Rankings. Университет имеет самый высокий рейтинг удовлетворенности студентов по данным за 2013 год Национального опроса студентов в Уэльсе.
В университете учатся более 28 тыс. студентов на программах бакалавриата, аспирантуры и докторантуры, что делает его одним из крупнейших университетов в Уэльсе. Университет подготовил ряд известных выпускников, включая Президента Европейской Комиссии Роя Дженкинса, премьер-министра Иордании Фейсала аль-Файез и лауреата Нобелевской премии Мартин Эванса.

## История
Изначально был открыт как Университетский колледж Южного Уэльса и Монмутшира 24 октября 1883 года. Обучение проводилось по следующим специальностям: биология, химия, английский язык, французский язык, немецкий язык, греческая история, латынь, математика, астрономия, музыка, валлийский язык, логика, философия и физика. Был зарегистрирован Королевской хартией в 1884 году. Первым ректором университета был назначен Джон Вираму Джонс в возрасте 27 лет. В то время единственным колледжем в Уэльсе, имеющим право присваивать ученые степени был Университетский Колледж Сент Девиса. Фактически на первом этапе своего развития, колледж Кардиффа регистрировал студентов для сдачи экзаменов в Лондонском Университете, пока в 1893 году он не стал одним из институтов Уэльского университета, и не начал сам присваивать степени и, соответственно, выдавать дипломы.
В 1885 году было открыто женское общежитие в Аберде Холле, что дало возможность принимать в университет женщин. В 1904 году на работу была принята первая в Великобритании женщина-профессор — Миллисент Мак’Кензи. Строительство главного корпуса вуза началось в 1905 году по проекту архитектора У. Д. Кароу, который стремился объединить в своей работе шарм и элегантность своего бывшего проекта — Тринити Колледжа в Кембридже — с колоритным балансом многих университетских колледжей Оксфорда. Из-за недостаточного финансирования строительство шло очень медленно, возведение боковых частей корпуса было закончено только в 1960 году, а запланированный Большой Зал так и не был построен.
С момента своего основания в 1883 году университет располагался в Старом лазарете на улице Ньюпорт Роуд в Кардиффе, являющимся в настоящее время частью ансамбля Королевских зданий университета. В 1988 году началось слияние Кардиффского университетского колледжа с Институтом Науки и Технологий Университета Уэльса (UWIST), благодаря чему появился Университетский Колледж Уэльса, Кардифф. Ректором нового учреждения стал сэр Обри Тротмен-Дикенсон, который до этого занимал должность директора Института Науки и Технологий Университета Уэльса.
После изменений, внесенных в 1996 году в Конституцию Университета Уэльса, учебное заведение стало носить название Университета Уэльса, Кардифф. В 1999 году официальное название вуза был изменено на Университет Кардиффа. 1 августа 2004 года Уэльский Университет Кардифф объединился с Медицинским Колледжем Уэльского Университета. Объединённый институт отделился от коллегиального Уэльского Университета и официально принял название Кардиффского Университета.
В 2002 году была поддержана идея о повторном объединении Кардиффа и Уэльского Медицинского Колледжа. 1 августа 2004 года произошло официальное объединение Университетского колледжа Кардиффа и Уэльского Медицинского Колледжа, и именно с этого момента Университет Кардиффа перестал быть институтом, являющимся частью Университета Уэльса, и стал независимым «звеньевым институтом», входящими в состав федерального университета. Процесс объединения завершился 1 декабря 2004 года, когда было получено королевского одобрение Парламентского акта. 17 декабря Тайный совет дал согласие на создание нового Дополнительного Устава, по которому Кардиффу был дарован официальный статус университета. С этого момента название учебного заведения «Университет Кардиффа» стало полностью юридически оформленным.

## Колледжи и школы
| Колледж искусств, гуманитарных и социальных наук - Бизнес-школа Кардиффа - Планирования и географии - Английского языка, коммуникации и философии - Европейского языка, переводов и политики - Истории Археологии и религии - Кардиффская школа журналистики, медиа и культуры - Кардиффская школа права - Обучения долгожительству - Кардиффская университетская школа музыки - Социальных наук | Колледж биомедицинских наук и здравоохранения - Биомедицины - Стоматологии - Здравоохранения - Университетская школа медицины - Сестренского дела - Фармации и фармакологических наук - Постдипломной медицины и стоматологического обучения - Психологии | Колледж физических наук - Школа архитектуры Велша - Химии - Компьютерных наук и информатики - Геологии и океанологии - Инженерных наук - Математики - Физики и астрономии |

## Академические объекты

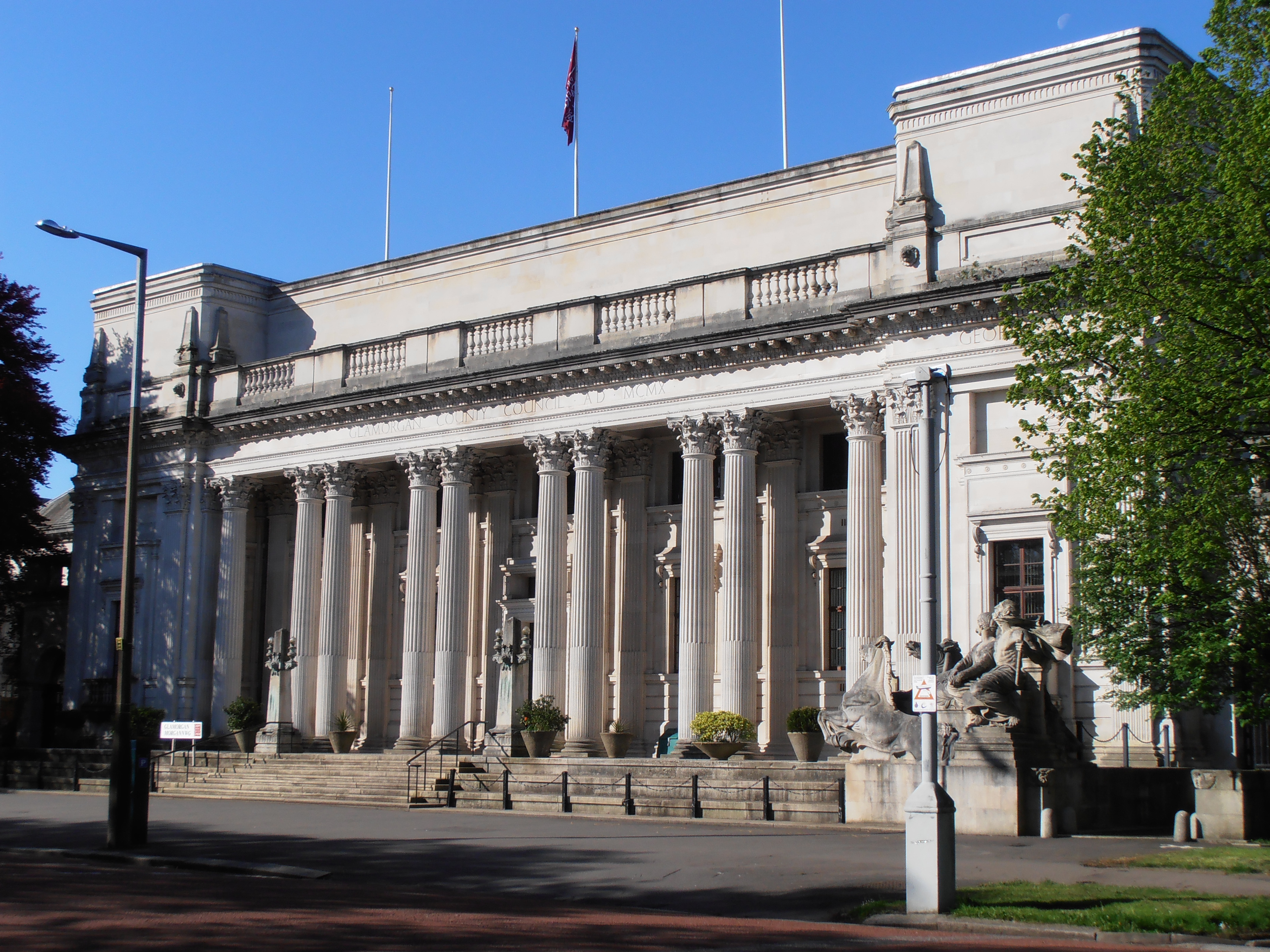
Здание Гламорган

Академические объекты университета сосредоточены вокруг Кэтхейс-парка в центре города Кардифф, которые состоят из: Главного корпуса университета (административные помещения, общежитие, библиотеки), корпуса Бьют (валлийская школа архитектуры, школа журналистики, СМИ и культурологии), корпуса Гламорган (Школа планирования, географии и социальных наук), корпуса Редвуд (школа фармации и фармацевтической науки), корпуса Лоу (юридический факультет), корпуса биологических наук (отделы биологических наук и медицины). Ряд академических объектов Университета также расположены в кампусе Хит Парк (бывшая университетская больница Уэльса), в нём находятся Школа медицины, Школа медицинских сестер и акушерок, Школа стоматологии, Школа здравоохранения.
| Корпуса Университета Кардиффа |
| --- |
| - Школа музыки - Школа психологии - Школа химии - Корпус школы биомедицинских наук - Главный корпус школы инженерных наук - Корпус Бута |

## Известные выпускники и преподаватели

### Главы государств и правительств
- Рой Дженкинс, бывший президент Европейской комиссии канцлер Оксфордского университета

### Политики

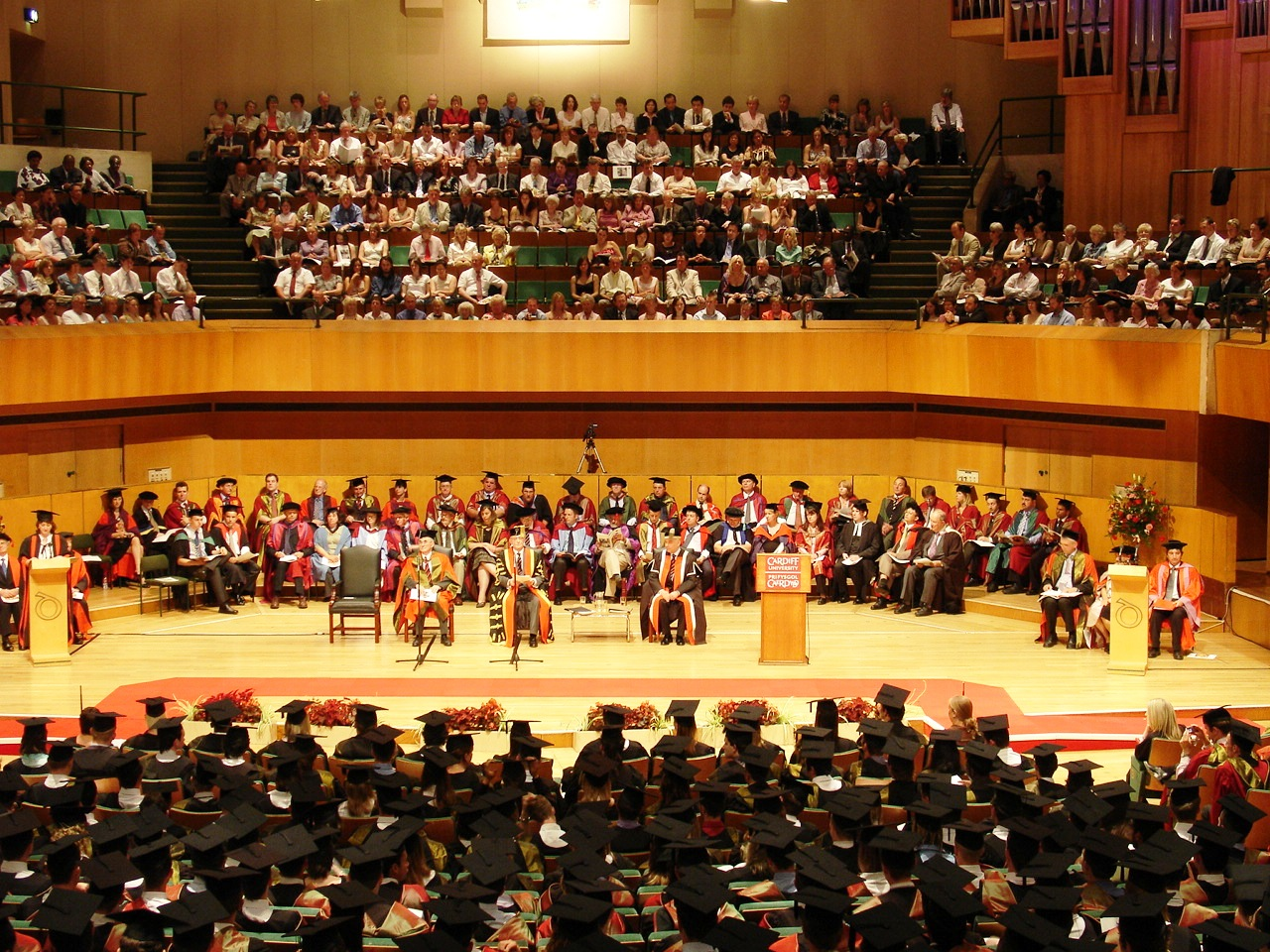
Церемония вручения дипломов

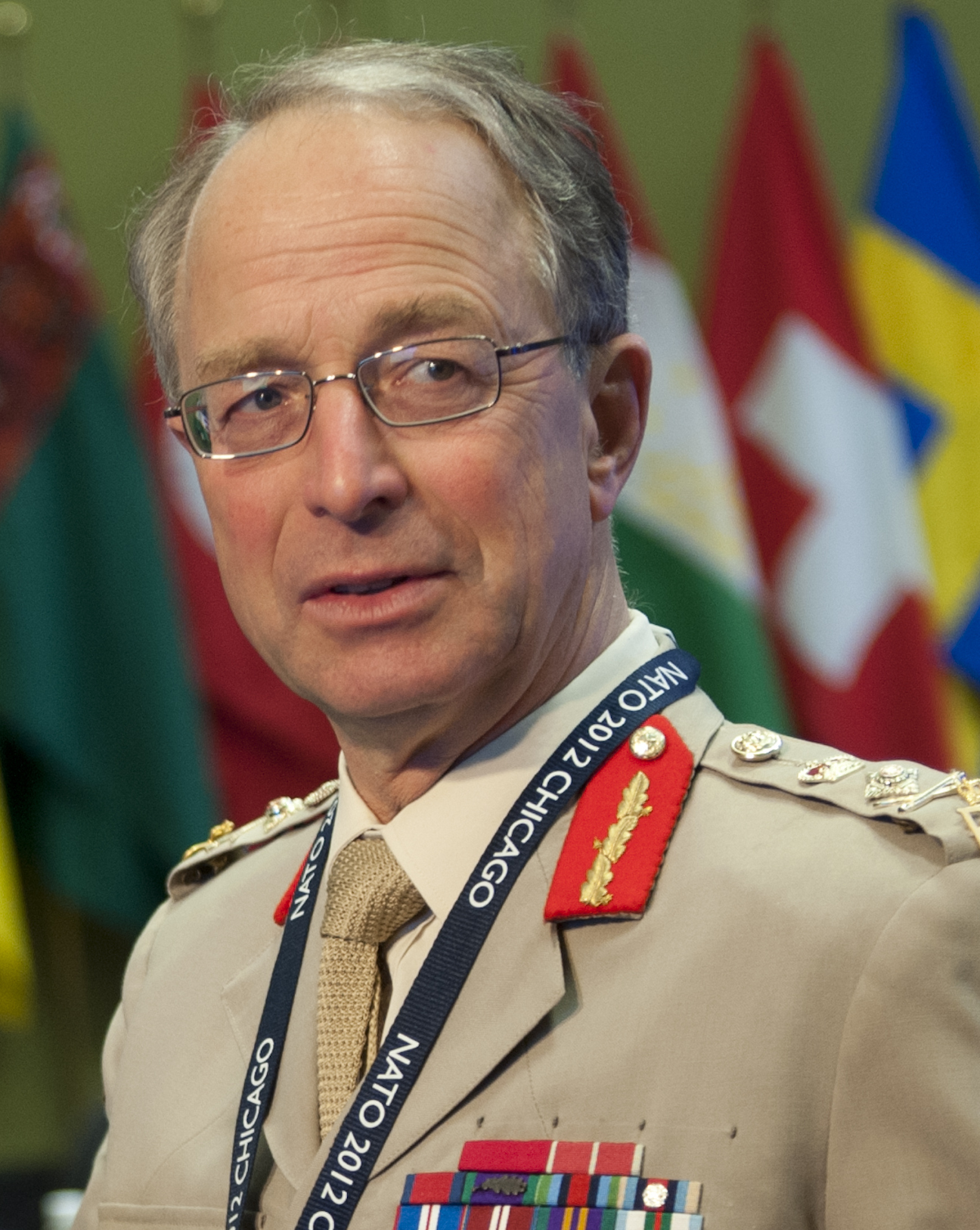
Дэвид Ричардс, начальник штаба министерства обороны Великобритании на саммите НАТО в Чикаго, 20 мая 2012 г.

- Уэйн Дэвид, член парламента и министр по делам Европы
- Гуто Харри, директор по коммуникациям мэрии Лондона
- Сэр Эмир Джоунз Парри, бывший британский Постоянный представитель при Организации Объединённых Наций, (2003—2007[3])
- Гленис Киннок, бывший депутат Европарламента и бывший министр иностранных дел Великобритании
- Нил Киннок, лидер оппозиции Королевы Великобритании(2 октября 1983 — 18 июля 1992)
- Роберт Минхинник, соучредитель проекта Друзья Земли[4]
- Кристофер Уолтер Монктон, 3-й виконт Монктон, советник Маргарет Тэтчер
- Крейг Оливер, директор по коммуникациям Консервативной партии
- Генерал сэр Дэвид Ричардс, начальник штаба министерства обороны Великобритании

### Научные деятели

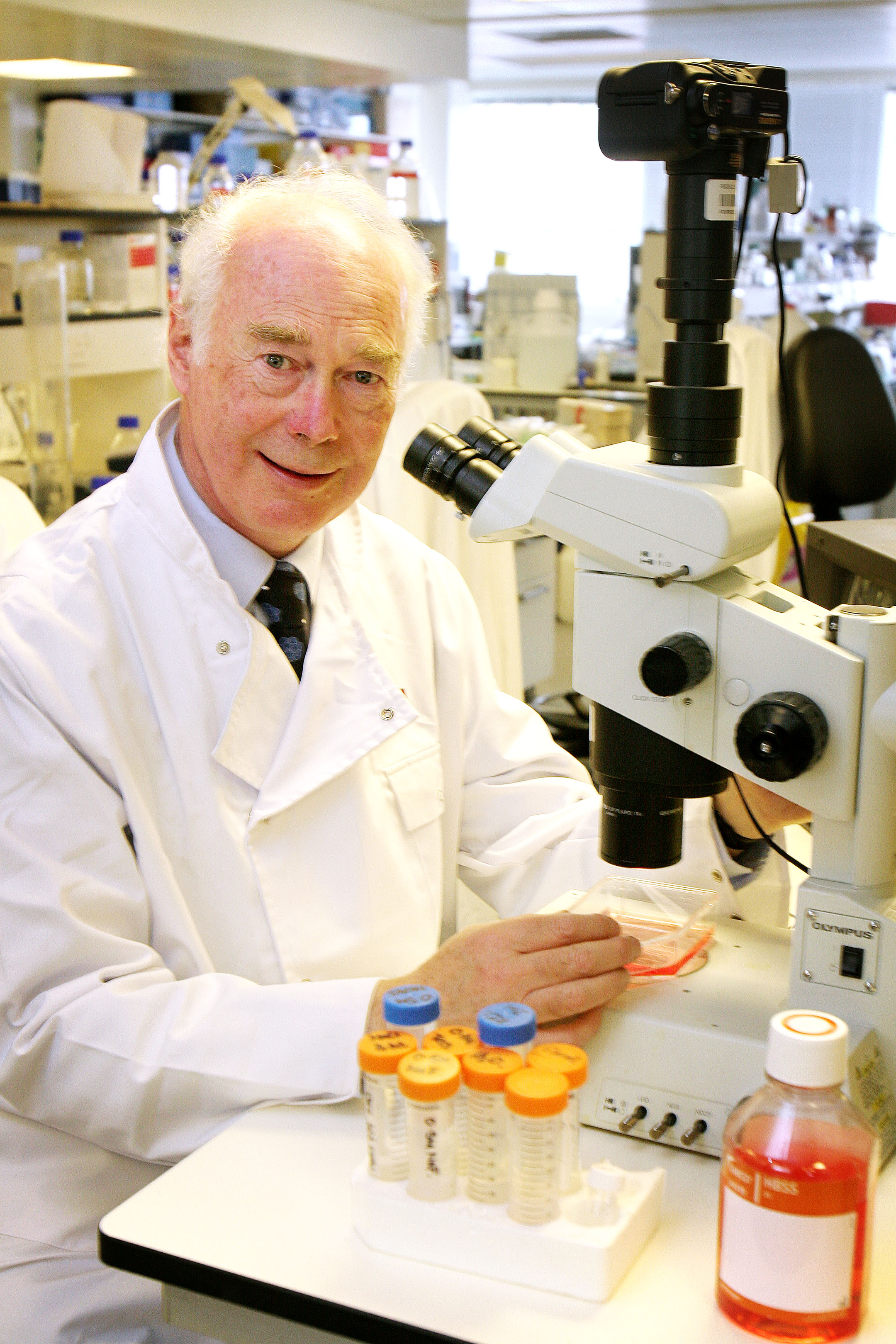
Мартин Эванс, Нобелевский лауреат по физиологии и медицине

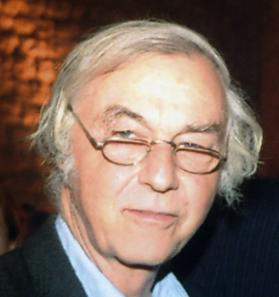
Роберт Хубер, Нобелевский лауреат по химии

- Рудольф Аллеман, швейцарский биохимик
- Робин Аттфилд[англ.], философ
- Иегуда Бауэр, профессор истории Холокоста Института современного еврейства в Еврейском университете в Иерусалиме
- Лешек Борисевичем, вице-канцлер Кембриджского университета
- Григорий Кэмерон, епископ Санкт-Асафа
- Шейла Кэмерон, юрист и церковный судья
- Арчи Кокрейн, пионер научного метода в медицине
- Питер Коулз, профессор астрофизики
- Пол Колтон, епископ Корка, Клойна и Росса
- Хью Диксон, экономист
- Стивен Даннетт, невролог
- Сэр Мартин Эванс, лауреат Нобелевской премии по медицине 2007 года[5]
- Роберт Хубер, профессор химии, лауреат Нобелевской премии — Нобелевская премия по химии 1988 года[6][7]
- Джон Лафлин, профессор политологии
- Вон Лоу, профессор международного публичного права в Оксфордском университете
- Патрик Минфорд, профессор прикладной экономики
- Джон Уорвик Монтгомери — американский юрист и теолог; Заслуженный профессор-исследователь философии и христианской мысли.[8]
- Кристофер Норрис, литературный критик
- Сэр Кит Петерс, королевский профессор физики в Кембриджском университете
- Ллойд Таннер, профессор математики и астрономии (1883—1909)
- Доминик Уокер, епископ Монмута
- Кит Уорд, философ, профессор богословия
- Чандра Викрамасингх, профессор прикладной математики
- Гириджа Шеттар, философ, доктор медицинских наук, бывшая актриса.

### Бизнесмены
- Стивен Берд, главный исполнительный директор потребительского банкинга в Азиатско-Тихоокеанском регионе Ситибанка
- Спенсер Дейл, главный экономист Банка Англии.
- Эндрю Гулд, председатель и бывший генеральный директор Schlumberger[9]
- Мартин Льюис, журналист, телеведущий
- Дам Мэри Перкинс, основатель Specsavers

### Спортсмены
- Натан Клеверли, профессиональный боксер

### Деятели искусства и журналисты
- Мэтт Барбет, журналист

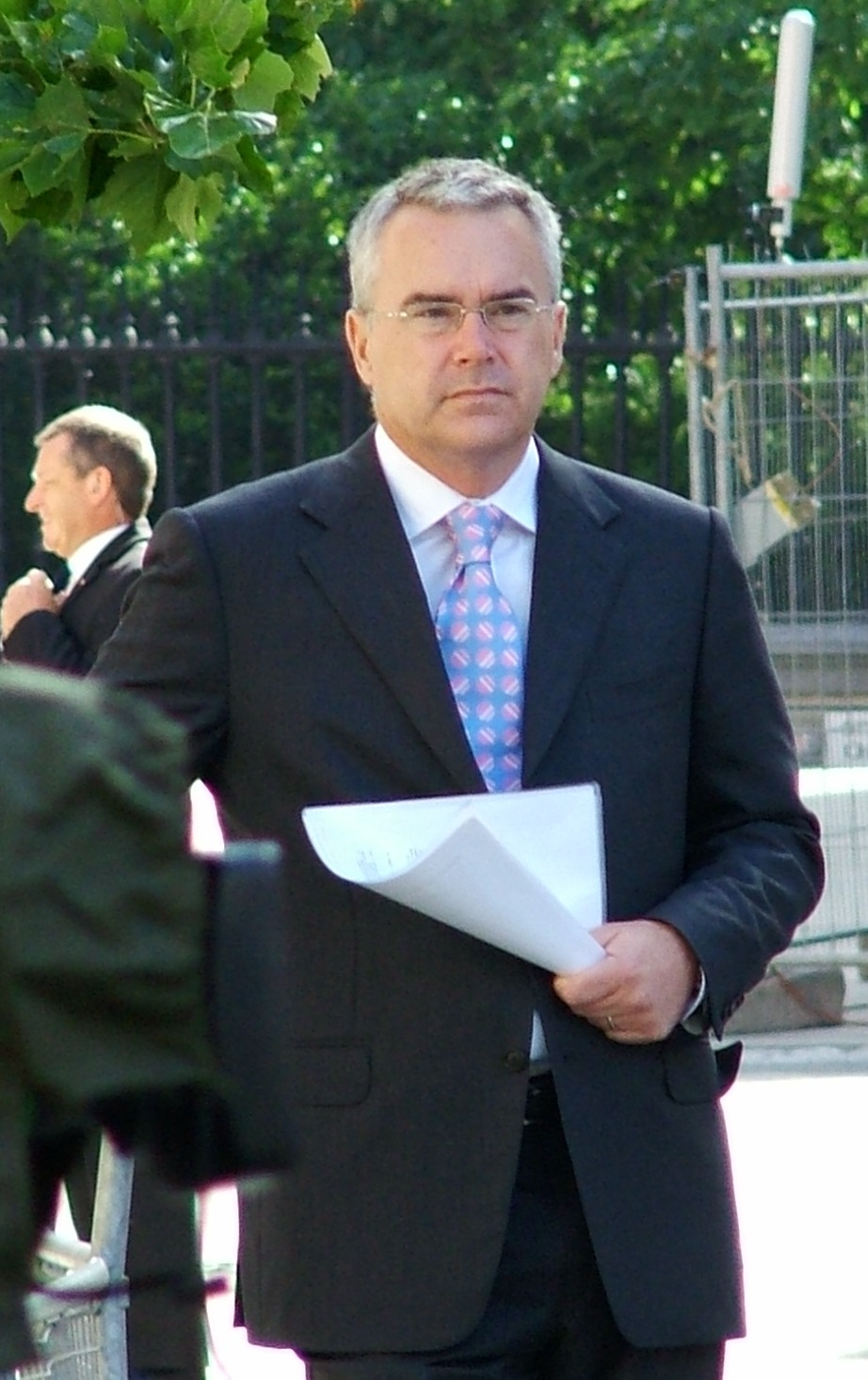
Журналист Хью Эдвардс

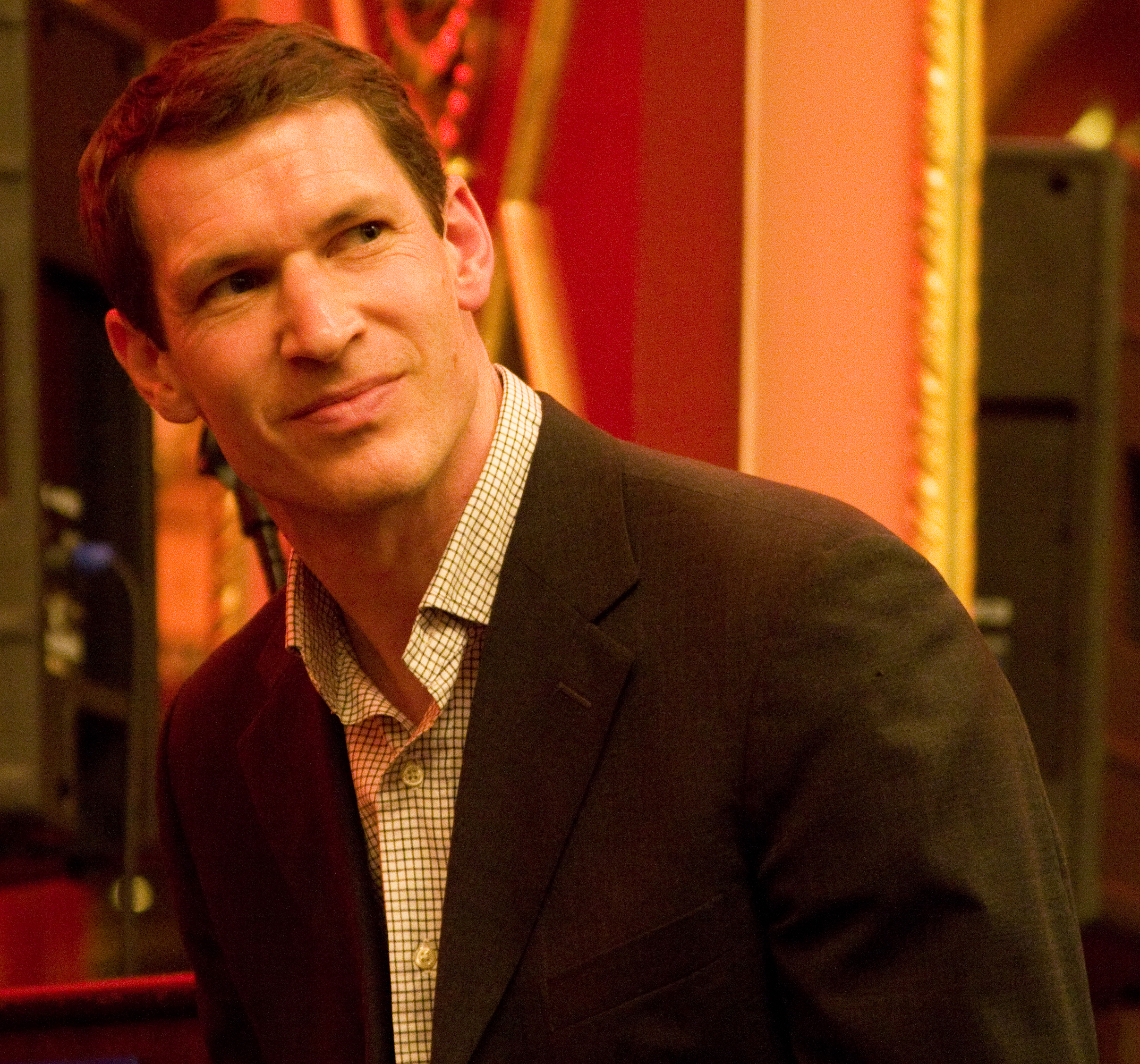
Тим Хетерингтон, номинант премии Оскар за лучший документальный фильм в 2011 году

- Маниш Браниш, журналист и телеведущий
- Ник Брумфилд, режиссёр-документалист
- Филипп Кэшиан, композитор
- Рахул Канвал, журналист и исполнительный директор Headlines Today
- Чарман-Андерсон, журналист
- Адриан Чилес, телеведущий
- Джиллиан Кларк, поэт, награждён золотой медалью Королевы
- Хью Эдвардс, журналист
- Кен Элиас, художник
- Макс Фостер, CNN, CNN Today[10]
- М. А. Гриффитс, поэт
- Юлия Хартли-Брюэр, журналист и телеведущий
- Тим Хетерингтон, фото-журналист и содиректор Оскар назначенных Рестрепо
- Карл Дженкинс, композитор
- Алан Джонстон, журналист
- Риз Хан, журналист и телевизионный ведущий
- Бернард Найт, писатель
- Сиан Ллойд, телеведущий
- Филипп Мадок, актёр
- Шарон Морган, актриса
- Сиан Филлипс, актриса
- Сусанна Рид, телеведущий
- Арлин Сьерра, композитор